# Тея

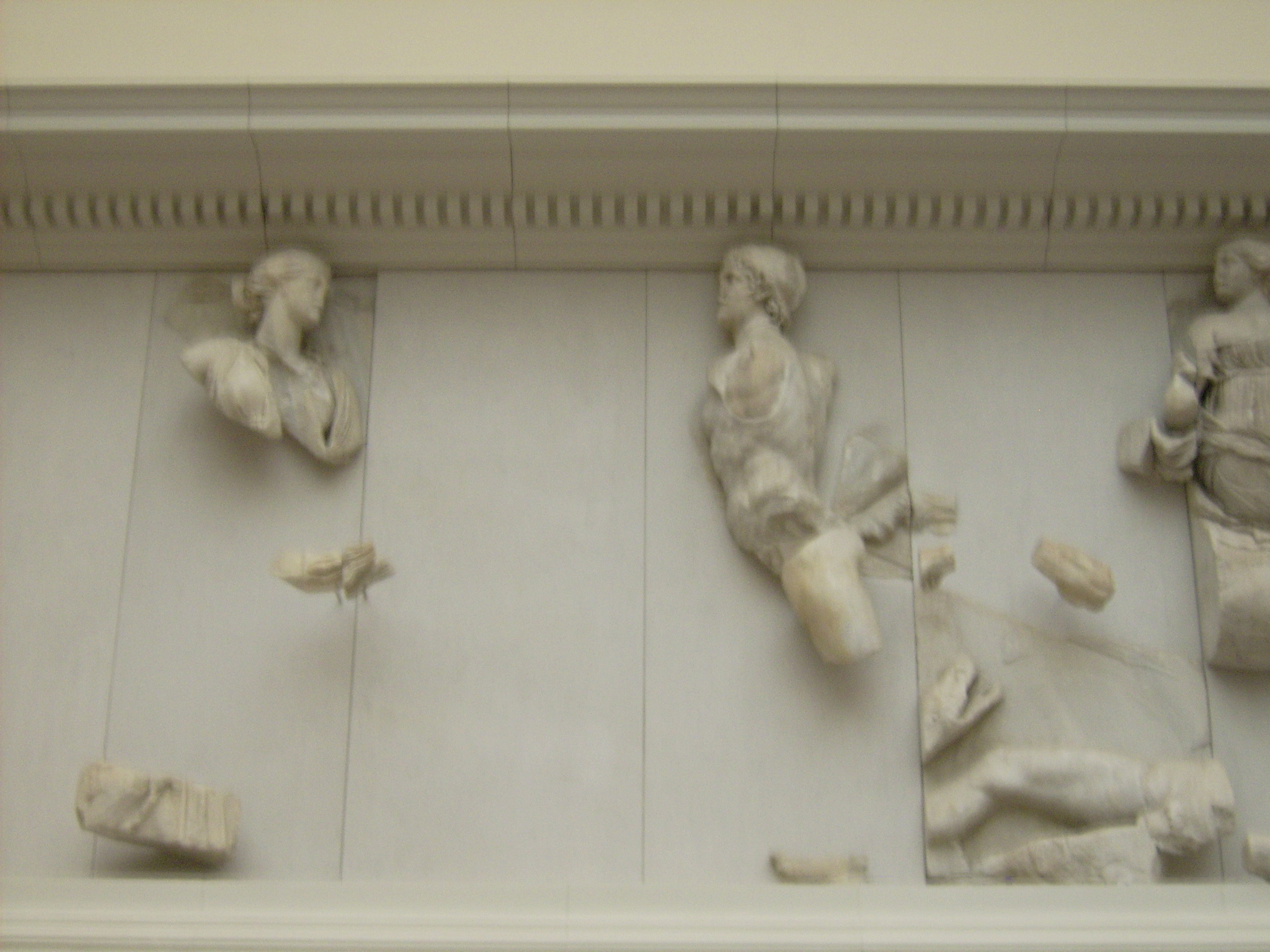
Тея. Пергамський вівтар.

Те́я (грец. Θεία) — одна з дванадцяти титанів у давньогрецькій міфології — старша дочка Неба (Урана) і Землі (Геї), дружина та сестра титана Гіперіона, від якого породила трьох богів: сина Геліоса (Сонце), дочок Еос (ранкова зоря) і Селену (Місяць).
За пізнішою версією, із заздрощів титани вбили Гіперіона та його дітей. Проте боги перетворили Селену й Геліоса на небесні світила, а Теї подарували безсмертя.

## Об'єкти, названі на честь Теї
Іменем титаніди Теї названо низку астрономічних тіл:
- Астероїд головного поясу 405 Тея, що був відкритий у 1895 року.
- Гіпотетична планета Тея, що ймовірно 4.5 мільярдоліття тому зіткнувшись із Землею породила Місяць.